# Aralia undulata
Aralia undulata är en araliaväxtart som beskrevs av Hand.-mazz. Aralia undulata ingår i släktet Aralia och familjen Araliaceae. Inga underarter finns listade.